# Нуртлеу, Мурат Абугалиевич
Мурат Абугалиевич Нуртлеу (каз. Мұрат Әбуғалиұлы Нұртілеу, также — Нуртлеуов род. 11 марта 1976, Алма-Ата) — казахстанский государственный деятель, дипломат. Заместитель Премьер-министра, а также Министр иностранных дел Республики Казахстан с 3 апреля 2023 года.

## Биография
Родился 11 марта 1976 года в Алма-Ате, в Казахской ССР. Происходит из рода суан.
В 1998 году окончил Казахский государственный национальный университет имени аль-Фараби по специальной международные отношения и принят на работу в качестве референта атташе Управления государственного протокола Министерства иностранных дел Казахстана.
С 1999 года работал в качестве атташе Посольства Республики Казахстан в Малайзии.
В 2003 году назначен вторым секретарём Департамента Азии и Африки Министерства иностранных дел Казахстана.
С 2004 по 2006 год — советник министра иностранных дел Республики Казахстан, позднее — руководитель секретариата министра иностранных дел.
16 января 2007 года распоряжением председателя Сената парламента Республики Казахстан Касым-Жомарта Токаева назначен заместителем руководителя аппарата Сената парламента, а с 2007 по 2011 год — руководителем аппарата Сената парламента Республики Казахстан.
В 2011 году был Послом по особым поручениям МИДа Казахстана и в том же году назначен директором департамента Азии и Африки МИДа.
С 2011 года назначен советником-посланником в постоянное представительство Казахстана в Женеве.
С 2014 года — заместитель заведующего Центром внешней политики Администрации Президента Казахстана.
С 29 марта 2016 года назначен Чрезвычайным и Полномочным послом Казахстана в Финляндской Республике и по совместительству с февраля 2017 года послом в Эстонской Республике.
24 марта 2019 года назначен помощником Президента Республики Казахстан.
В феврале 2021 года назначен заместителем руководителя Администрации Президента Республики Казахстан.
5 января 2022 года президент Казахстана Касым-Жомарт Токаев назначил Мурата Нуртлеу первым заместителем председателя Комитета национальной безопасности республики. Кадровые перестановки произошли на фоне массовых протестов в Казахстане, спровоцированных повышением цен на сжиженный газ.
1 февраля 2022 года назначен руководителем Администрации президента Казахстана.
3 апреля 2023 года назначен Заместителем Премьер-Министра — Министром иностранных дел Республики Казахстан. 6 февраля 2024 года переназначен.
Кроме родного казахского, владеет русским, английским и немецким языками.

## Награды
- Орден «Курмет»